# Тимонин, Аксён Филиппович
Аксён Филиппович Тимонин (1928, Калачёвский район — 7 ноября 1942, Калачёвский район, Сталинградская область) — юный герой-пионер, подпольщик Великой Отечественной войны, расстрелян 7 ноября 1942 года в хуторе Аверин Сталинградской области на глазах у местного населения.

## Биография
Родился в 1928 году на хуторе Аверинское, ныне Калачёвского района Волгоградской области. Летом 1942 года территория Калачевского района Сталинградской области СССР была оккупирована немецко-фашистскими войсками. Семья Тимониных проживала на хуторе Аверинское — старшим сыном был 14-летний Аксён, а младшим 12 летний Тимофей.
Вместе с товарищами, местными мальчишками, Аксён организовал отряд подпольщиков Ляпичевской семилетней школы. Возраст участников отряда был от 9 до 14 лет. Ребята распространяли в окрестностях хуторов Вербовка, Аверинское и Ляпичев самодельные антифашистские листовки; воровали у немцев припасы (оружие, патроны, одежду и еду); а также помогали раненным красноармейцам прятаться от немецких карателей в лесу у Вербовки.
В течение нескольких месяцев отряд держал в страхе немецких солдат. Фашисты были уверены, что диверсии в окрестностях устраивают партизаны, однако в первых числах ноября 1942 года отряд Аксёна был вычислен. У одного из немецких офицеров пропала коробка с сигарами. Фашисты заподозрили Ваню Махина.
4 ноября собрали 17 местных мальчиков в возрасте от 7 до 14 лет. В течение нескольких дней их морили голодом и жестоко избивали. 7 ноября 1942 года, на глазах у жителей Аверинского, немцы расстреляли 10 детей включая Аксёна, семерых пощадили. Через две недели после гибели подростков Советские войска освободили населённые пункты Калачёвского района.
В дальнейшем отряд Аксёна Тимонина был наименован «Босоногий гарнизон».

## Память
- Советский писатель Виктор Николаевич Дроботов подробно описал антифашистскую деятельность Аксёна Тимонина и его друзей в одноимённой повести «Босоногий гарнизон». Издана в 1960-е годы.
- Житель хутора М. Д. Попов, посвятил памяти замученных пионеров стихи «Аверинская драма».